# Georg Papai

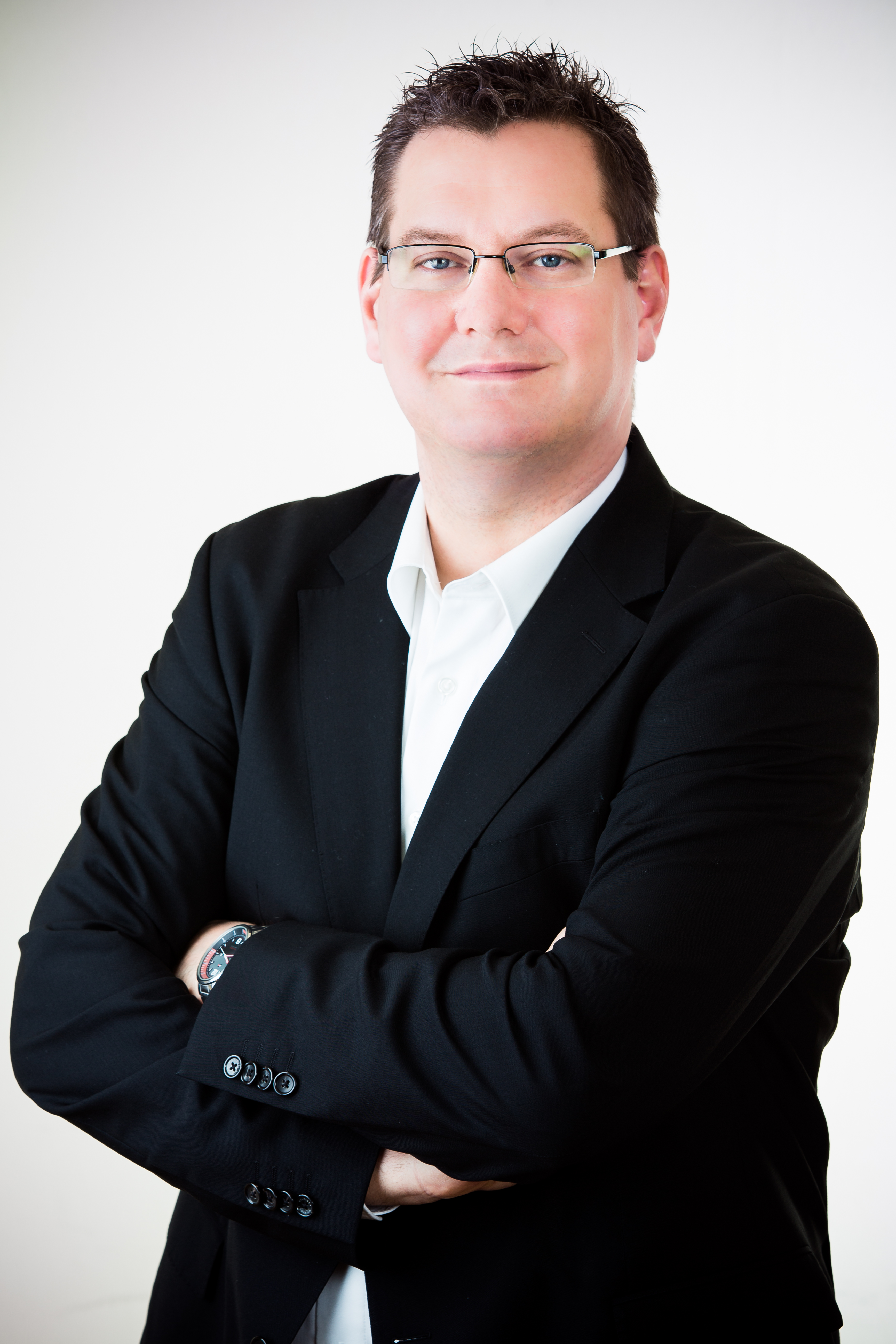
Bezirksvorsteher Georg Papai (2014)

Georg Papai (* 10. Oktober 1973) ist ein österreichischer Politiker (SPÖ) und seit 2014 Bezirksvorsteher des 21. Wiener Gemeindebezirks Floridsdorf.

## Leben
Nachdem Papai 1994 die Lehre zum Elektroinstallateur abgeschlossen hatte, wurde er zum Vorsitzenden der Sozialistischen Jugend Wien gewählt. Nach Beendigung seines Präsenzdienstes in Wiener Neustadt und seiner Tätigkeit beim Wiener Arbeiterturnverein wechselte er 2000 als Regionalsekretär in die  Gewerkschaft der Privatangestellten. 2006 wurde er Mitarbeiter in der Organisationsabteilung der  SPÖ Wien, deren Leitung er 2008 übernahm.
Am 19. März 2014 übernahm Papai das Amt des Bezirksvorstehers von seinem Vorgänger Heinz Lehner. Im Mai 2018 wurde er als Nachfolger von Michael Ludwig zum Vorsitzenden der SPÖ Floridsdorf gewählt.